# Eryphus laetus
Eryphus laetus är en skalbaggsart som först beskrevs av Blanchard 1851.  Eryphus laetus ingår i släktet Eryphus och familjen långhorningar. Inga underarter finns listade i Catalogue of Life.